# Montes Baffin
Los montes de Baffin o montañas Baffin son una larga cordillera que discurre a lo largo de la costa nororiental de la isla de Baffin y ocupan por completo isla Bylot. Forman parte de la cordillera Ártica. 
Administrativamente, como ambas islas, la cadena montañosa pertenece al territorio autónomo de Nunavut —región Qikiqtaaluk— de Canadá,

## Geografía

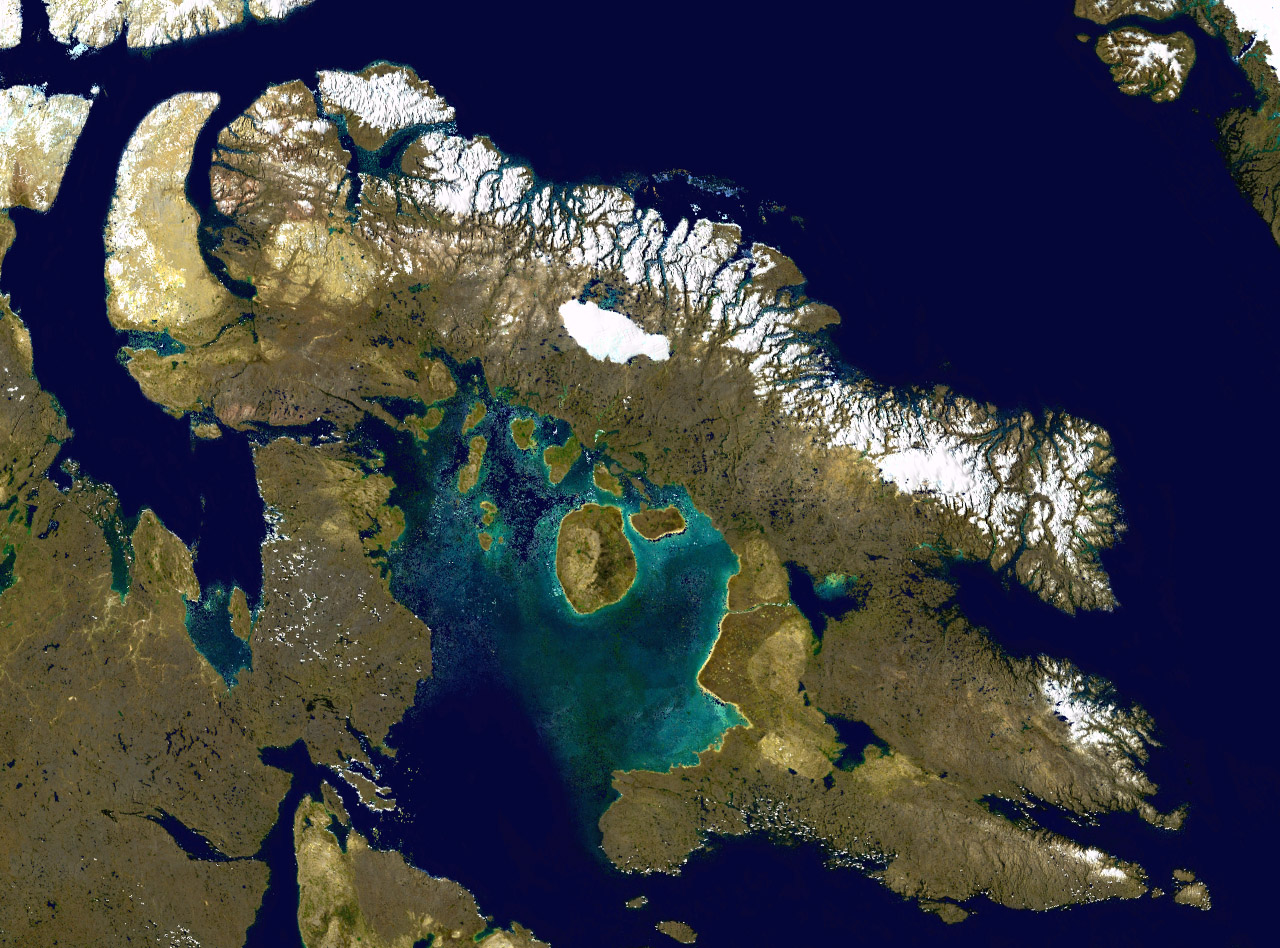
Montañas Baffin, en la costa oriental de isla Baffin

Estas montañas, con nieves permanentes, tienen algunas de las cumbres más altas de la zona oriental de América del Norte, alcanzando una altura de 1.525-2.146 metros por encima del nivel del mar. Si bien podría considerarse una cordillera aislada —ya que está separada por las masas de agua que rodean la isla de Baffin— está estrechamente relacionada con las demás cadenas montañosas que forman la mucho más amplia cordillera del Ártico.
El punto más elevado es el monte Odin (2.147 m), aunque el monte Asgard (2015 m) es tal vez el más famoso. El punto más alto en el norte de las montañas Baffin es el monte Qiajivik (1.963 m). No hay árboles en las montañas de Baffin, porque están al norte de la línea arbolada ártica. Las rocas que componen las montañas Baffin son principalmente profundamente disgregadas rocas graníticas. Estuvieron cubiertas por el hielo hasta hace alrededor de 1.500 años, y una gran parte de ellas todavía están cubiertas de hielo. Geológicamente, las montañas de Baffin forman el borde oriental del Escudo Canadiense, que abarca gran parte del paisaje de Canadá.

## Glaciación

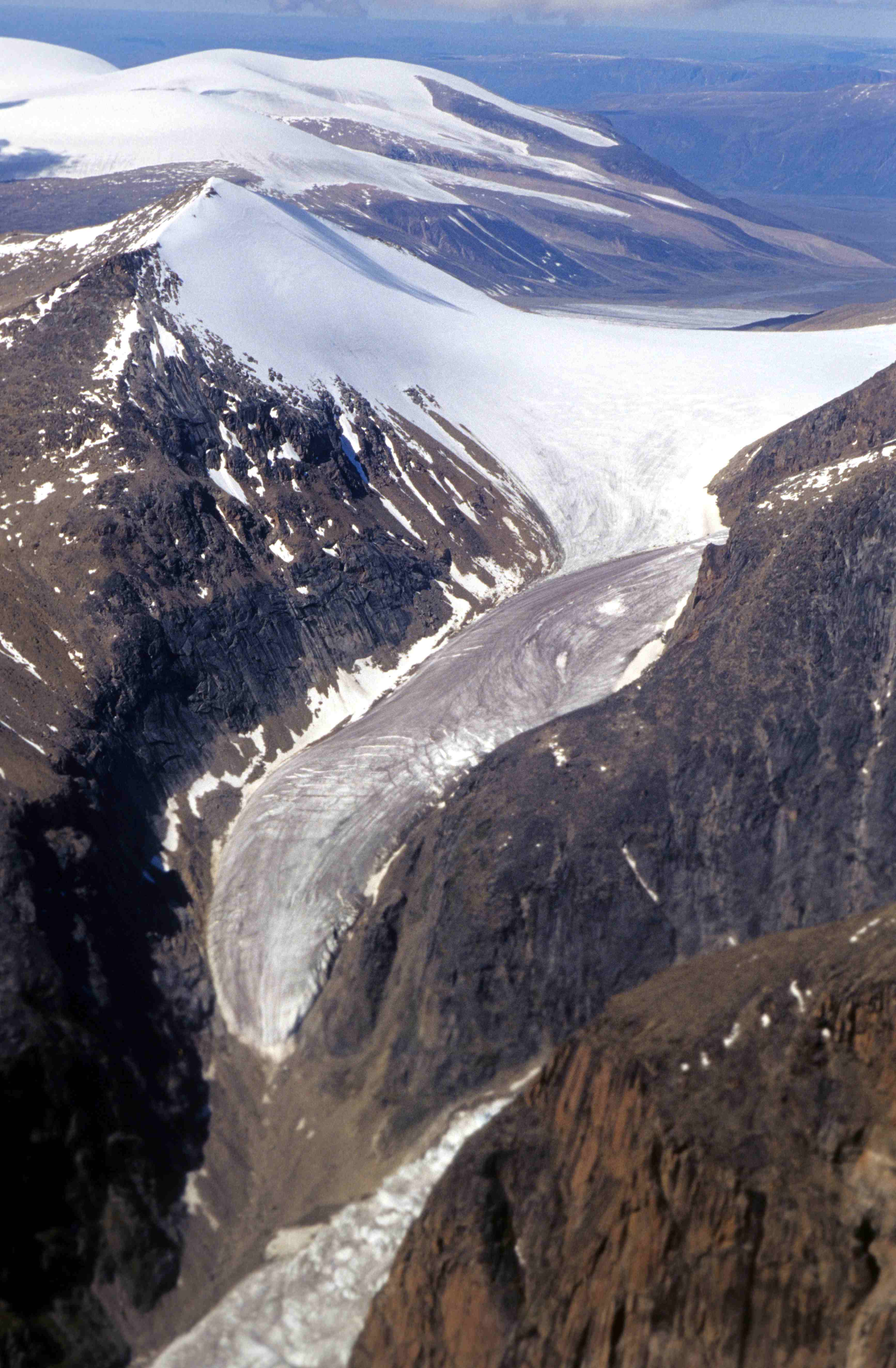
El campo de hielo Penny, con la lengua de un glaciar.

Los cordales de las montañas de Baffin, están separados por profundos fiordos y valles glaciares, con muchos glaciares espectaculares y hielos permanentes en los picos. Las nevadas en los montes de Baffin son ligeras, mucho menos que en lugares como el monte San Elías, en el sureste de Alaska y el suroeste de Yukón, que están blanqueadas por la nieve. 
Las mayores campos de hielo de las montañas Baffin son el Penny Ice Cap, que tiene una superficie de 5.935 km² y el Barnes Ice Cap, con 5.960 km². A mediados de los años 1990, investigadores canadienses estudiaron las pautas de congelación y descongelación del glaciar a lo largo de los siglos con muestras de perforación del núcleo de hielo.

## Flora y fauna
La vegetación dominante en las montañas de Baffin, es una cubierta discontinua de musgos, liquenes y plantas vasculares resistente al frío, como sedge y cottongrass. 

## Historia
Una de las primeras expediciones de alpinismo en los montes de Baffin fue realizada en 1934 por J.M. Wordie, en la que ascendió a dos picos llamados pico Pioneer y Torre Longstaff. 
El Parque nacional Auyuittuq fue establecido en 1976. Cuenta con muchos de los elementos del desierto ártico, por ejemplo, fiordos, glaciares y campo de hielos. En inuktitut -el idioma de Nunavut de los pueblos aborígenes, Inuit- Auyuittuq significa «la tierra que nunca se derrite». Aunque Auyuittuq se estableció en 1976 como un parque reserva nacional, pasó a ser un parque nacional completo en 2000. 
Hubo asentamientos inuit en los montes de Baffin antes del contacto europeo. El primer contacto europeo se cree que fue de antiguos exploradores nórdicos en el siglo XI, pero el primer avistamiento conocido de la isla de Baffin fue el de Martin Frobisher en 1576, durante su búsqueda de un Paso del Noroeste.

## Cumbres más altas
Se recogen en forma de tabla las principales cumbres, con su situación y localización.
| Puesto | Foto | Nombre                           | Altura (m) | Localización                                                                 | Coordenadas                                       |
| ------ | ---- | -------------------------------- | ---------- | ---------------------------------------------------------------------------- | ------------------------------------------------- |
| 1      |      | Monte Odin                       | 2.147      | En el interior de la península de Cumberland, en el fiordo Pangnirtun        | 66°33′00.0″N 65°25′59.9″O / 66.550000, -65.433306 |
| 2      |      | Monte Asgard                     | 2015       | En el interior de la península de Cumberland, en el fiordo Pangnirtun        | 66°40′N 65°16′O / 66.667, -65.267                 |
| 3      |      | Montaña Qiajivik                 | 1.963      | Norte, en la costa norte del North Arm Inlet                                 | 72°10′57.0″N 75°54′24.0″O / 72.182500, -75.906667 |
| 4      |      | Montaña Angilaaq                 | 1.951      | En isla Bylot, en las montañas Byam Martin                                   | 73°13′41.9″N 78°37′14.9″O / 73.228306, -78.620806 |
| 5      |      | Pico Kisimngiuqtuq               | 1.905      | Costa nororiental, en la península Remote                                    | 70°47′57.1″N 71°39′06.1″O / 70.799194, -71.651694 |
| 6      |      | Pico Ukpik                       | 1.809      | Costa nororiental, en la península Remote                                    | 70°41′39.1″N 71°20′30.1″O / 70.694194, -71.341694 |
| 7      |      | Pico Bastilla                    | 1.733      | En el interior de la península de Cumberland, en el fiordo Pangnirtun        | 66°46′01.2″N 65°04′58.8″O / 66.767000, -65.083000 |
| 8      |      | Monte Thule                      | 1.711      | En isla Bylot, en las montañas Byam Martin                                   | 73°01′01.2″N 78°25′01.2″O / 73.017000, -78.417000 |
| 9      |      | Montaña Angna o (monte Raleight) | 1.710      | En la península de Cumberland, en la costa oriental, en el fiordo Sunneshine | 66°33′27.0″N 62°01′14.9″O / 66.557500, -62.020806 |
| 10     |      | Monte Thor                       | 1.675      | En el interior de la península de Cumberland, en el fiordo Pangnirtun        | 66°32′N 65°19′O / 66.533, -65.317                 |